# Eduard Korfhage & Söhne

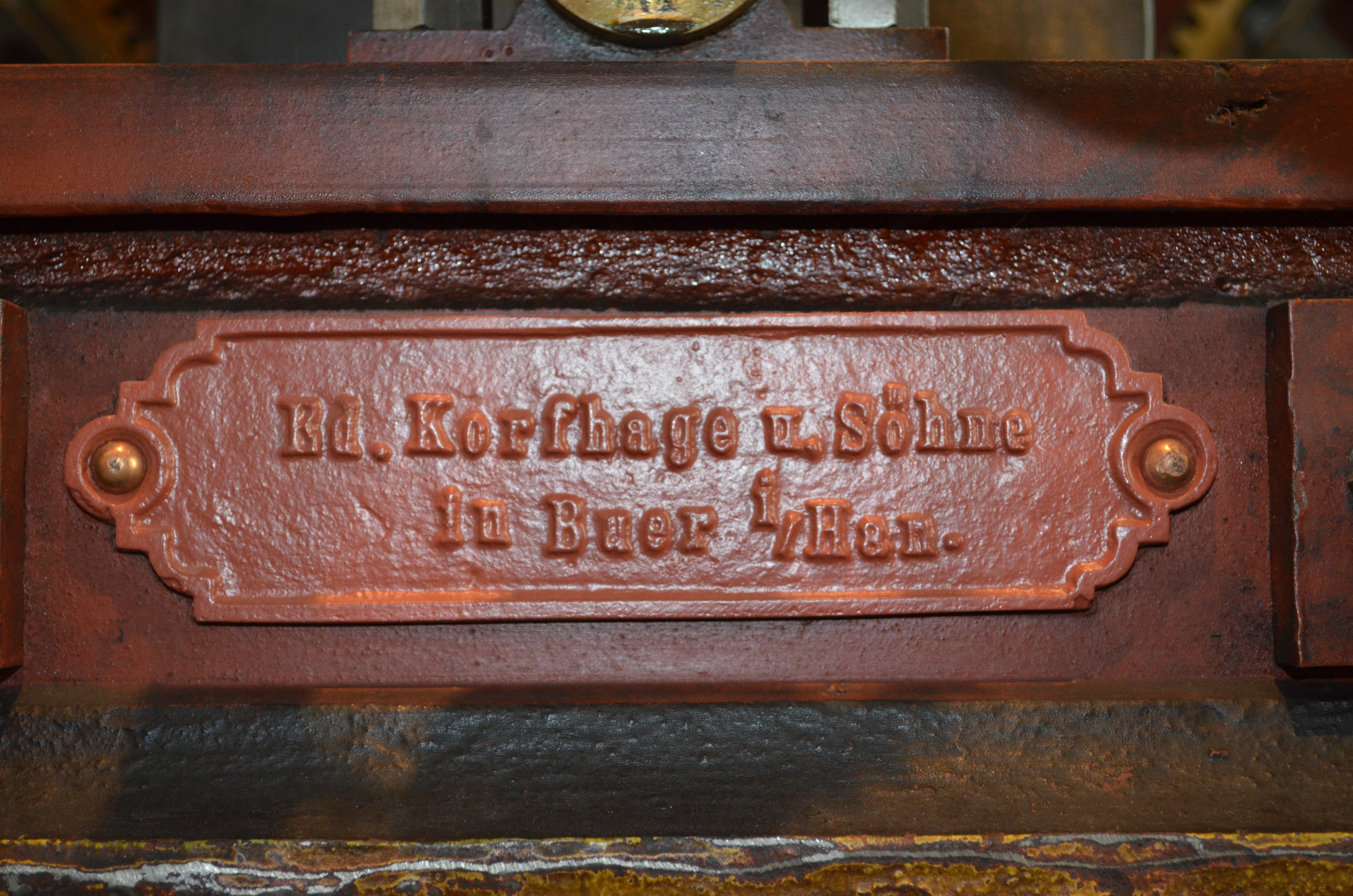
Firmenschild

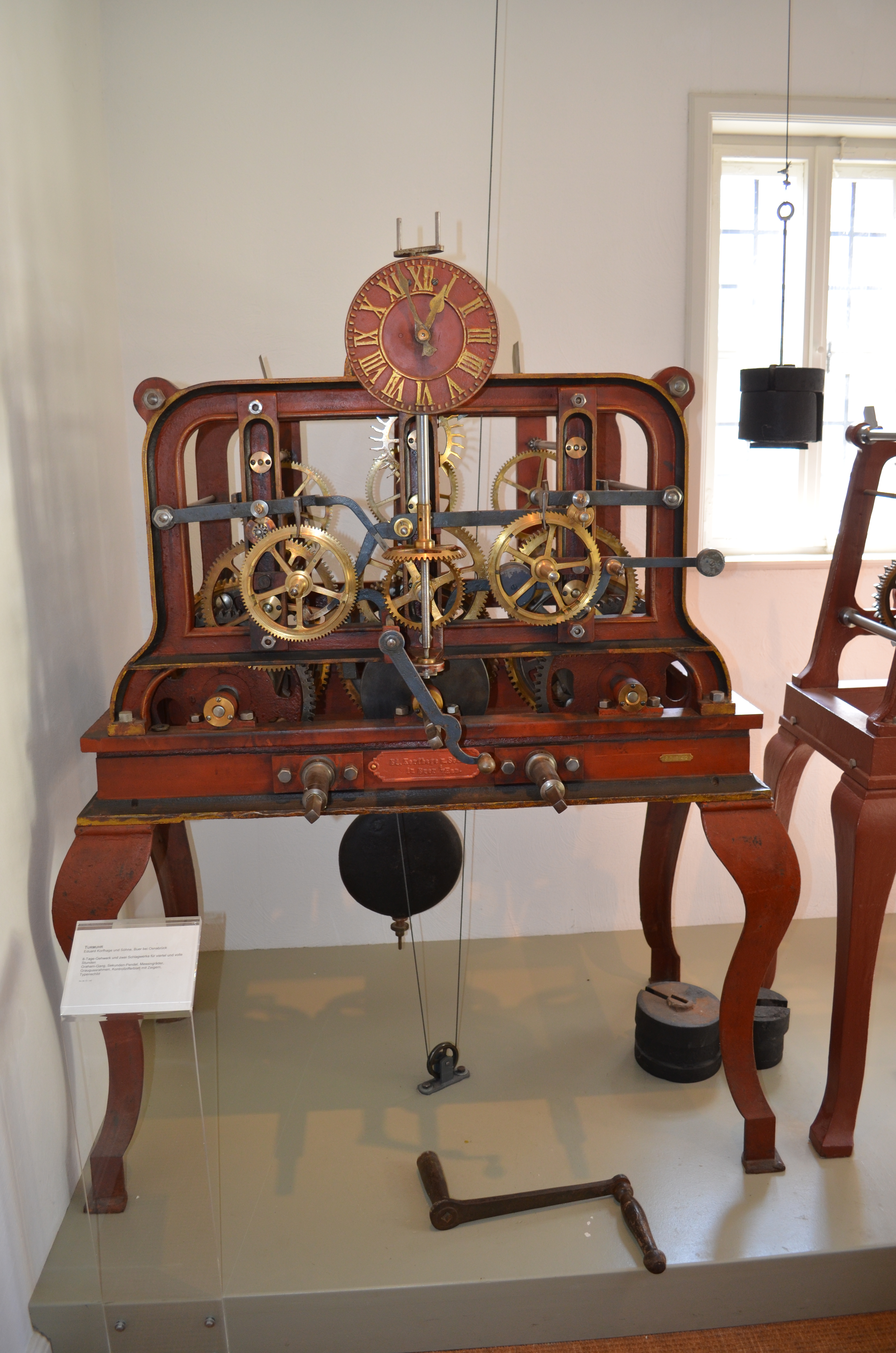
Turmuhr im Haus aus Laubach im Hessenpark

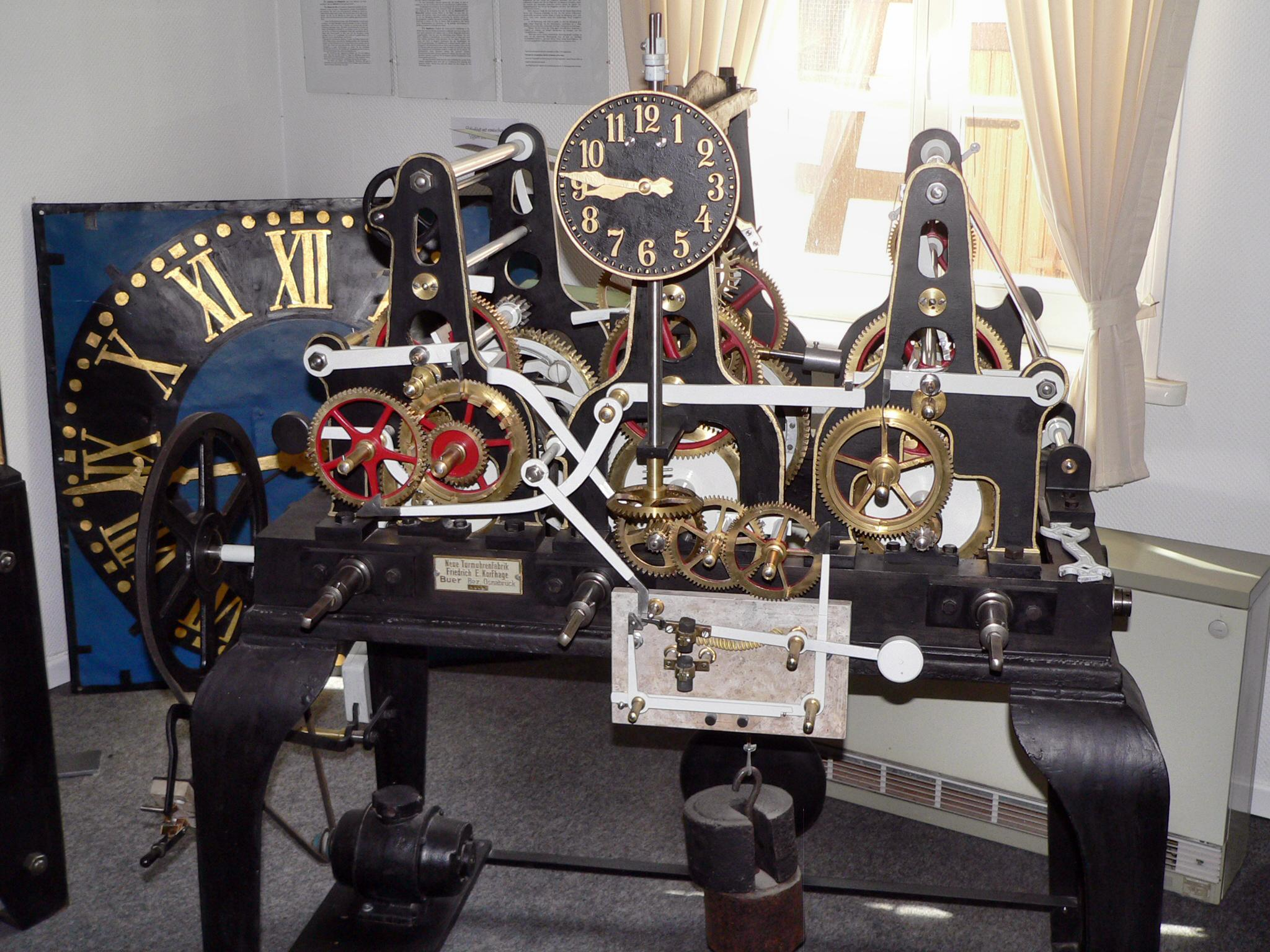
Turmuhr aus dem Jahr 1948 aus dem Turmuhrenmuseum Bockenem

Eduard Korfhage & Söhne ist ein Hersteller von Turmuhren und Glockenspielen mit Sitz in Buer bei Melle.

## Geschichte
Matthias Korfhage betrieb ab 1810 eine Uhrmacherei in Buer. Das Unternehmen baute mechanische Standuhren. Eduard Korfhage (1825–1906) übernahm das väterliche Unternehmen und schuf 1855 die erste Turmuhr der Firma „Eduard Korfhage.Buer.“ Es handelte sich um die Turmuhr mit wöchentlichem Handaufzug in der Martinikirche zu Buer. Die Uhr hatte ein Schlagwerk und schwere Steingewichte. Die 1863 erbauten Turmuhren der Gemeindehäuser Getmold und Schröttinghausen sind heute noch in Betrieb. Nach dem Tod von Eduard Korfhage betrieben seine Söhne Fritz, Wilhelm und Heinrich das Unternehmen weiter.
Heinrich Korfhage entwickelte um 1880 die „Konstante Kraft“ zur Verbesserung der Ganggenauigkeit. Auf der Weltausstellung 1883 in Amsterdam erhielt die Firma eine goldene Medaille für die Qualität ihres Uhrwerks. 1893 schuf das Unternehmen die erste Uhr mit elektrischem Motoraufzug am Rathaus Olmütz. 1935 begann die Produktion elektrischer Turmuhrenanlagen.
1935 begann die Produktion von Glockenspielen, die über ein Lochband gesteuert wurden. Auch wurden Modelle angeboten, die über eine Klaviertastatur gespielt werden konnten. Ein bekanntes Beispiel war das Rattenfänger-Glockenspiel im Rathaus von Hameln. Mit dieser Technik stand das Unternehmen an der Spitze der Glockenspielproduktion weltweit.
Während der Diktatur der Nazis setzte das Unternehmen Zwangsarbeit ein.
Nach dem Zweiten Weltkrieg profitierte die Firma von Wiederaufbau und Wirtschaftswunder. Von dem seit 1959 gebauten elektromechanischen Turmuhrenwerk des Typs UT 6000 wurden bis 1971 ca. 1500 Stück verkauft. 1973 baute die Firma das Glockenspiel in Celle.
Das Unternehmen wird heute in der sechsten Generation als Familienunternehmen geführt.